# 필리프 푸르트벵글러
프리드리히 피우스 필리프 푸르트벵글러(독일어: Friederich Pius Philipp Furtwängler, 1869~1940)는 독일의 수학자이다. 유체론에 기여하였다.

## 생애
1869년 4월 21일에 독일 니더작센주의 엘체(독일어: Elze)에서 태어났다. 아버지 빌헬름 푸르트벵거(독일어: Wilhelm Furtwängler, 1829~1883, 지휘자 빌헬름 푸르트벵글러와 다른 사람)와 친할아버지 필리프 푸르트벵거(독일어: Philipp Furtwänger, 1800~1867)는 오르간 장인이었고, 어머니는 마틸데 잔더(독일어: Mathilde Sander, 1843~?)였다. 푸르트벵거의 동생 빌헬름 푸르트벵거(독일어: Wilhelm Furtwänger, 1875~1959) 역시 오르간 장인이었다. 유명한 지휘자 빌헬름 푸르트벵글러(1886~1954)와는 6촌 관계이다 (같은 증조부 바르톨로메우스 푸르트벵글러(독일어: Bartholomäus Furtwängler, 1772~1845)를 공유한다).
괴팅겐 대학교에서 1869년에 박사 학위를 수여받았다. 1912년~1938년 동안 빈 대학교에서 가르쳤다. 1916년부터 푸르트벵글러는 전신 마비를 앓게 되었다. 이로 인하여 푸르트벵글러는 휠체어에 앉아 노트 없이 강의하였으며, 조교가 대신 칠판에 식들을 적었다고 한다. 쿠르트 괴델은 훗날 푸르트벵글러의 강의가 그가 청강한 최고의 수학 강의라고 평했다.
1940년에 빈에서 사망하였다.